# زيبل سي 201
سيبل سي 201 نقطة مراقبة جوية ألمانية وطائرة تعاون عسكري، تم تصميمها وبناؤها بواسطة سيبل. تم تقييم Si 201 مقابل الأنواع الأخرى، ولم تدخل الإنتاج وتم بناء نموذجين أوليين فقط.

## التصميم والتطوير
تم تصميم الطائرة سيبل سي 201 لتلبية متطلبات مركز المراقبة الجوية وطائرة تعاون للجيش، وحلقت لأول مرة في عام 1938. تم تقييمها مقابل فيزلير ستورش وماسرشميت بي أف 163.  تم طلب Fi 156 في الإنتاج وتم بناء النموذجين الأوليين فقط.
كانت عبارة عن طائرة أحادية السطح ذات أجنحة عالية مزودة بمعدات هبوط ذات عجلات، مدعومة بمحرك Argus As 10C، مثبت فوق الجناح. 

## مواصفات
البيانات من Warplanes of the Third Reich
الخصائص العامة
- طاقم: two
- طول: 10.401 م (34 قدم 1 1⁄2 بوصة)
- باع الجناح: 14.002 م (45 قدم 11 1⁄4 بوصة)
- ارتفاع: 3.397 م (11 قدم 1 3⁄4 بوصة)
- مساحة الجناح: 31.00 م2 (333.7 قدم2)
- الوزن فارغة: 1,120 كـغ (2,469 رطل)
- الوزن الإجمالي: 1,440 كـغ (3,175 رطل)
- محركات: 1 × Argus As 10C air-cooled inverted V8 engine, 180 كـو (240 حصان)

أداء
- السرعة القصوى: 185 كم/س؛ 100 عقدة (115 ميل/س) at sea level
- سرعة العبور: 150 كم/س؛ 81 عقدة (93 ميل/س)
- مدى: 451 كـم؛ 243 nmi (280 ميل)
- سقف الخدمة: 5,502 م (18,050 قدم)
- معدل الصعود: 4.20 م/ث (827 قدم/د)
- وقت الارتفاع 4.5 min to 1,000 m (3,300 ft)